# Roosendaal Boys Combinatie
O Roosendaal Boys Combinatie, mais conhecido como RBC Roosendaal ou RBC, é uma equipe de futebol  da província de Roosendaal, nos Países Baixos.

## História
O clube foi fundado em 31 de julho de 1912 por Frans Mathijsen e Anton Poldermans com o nome de Excelsior, sendo renomeado para Oranje-Wit em 1919 e VV Roosendaal em 1922, adotando sua denominação atual Roosendaal Boys Combinatie (RBC) em 16 de julho de 1927, resultado de uma fusão com uma outra equipe de futebol da cidade, o Roosendaalsche Boys. O RBC se profissionalizou em 1955, no qual se manteve até 1971, quando voltou ao amadorismo logo após uma completa reorganização do futebol holandês.
O clube voltou ao profissionalismo na temporada 1983/84 da Eerste Divisie. Em 1986 alcançaria seu maior feito até o momento, o vice-campeonato da Copa da Holanda, enfrentando o poderoso Ajax na final. O clube conquistou seu primeiro acesso para a categoria máxima do futebol holandês através de um playoff, em que conquistou a sexta posição na temporada 1999/00.
Antes de 2001, a equipe disputou suas partidas em casa no estádio De Luiten, que tinha capacidade para 6.800 pessoas. Já no ano de 2001 trocou de estádio, passando a mandar seus jogos no RBC Stadion, com capacidade para 5.000 pessoas.
Em sua primeira participação na primeira divisão do campeonato holandês, a Eredivisie, a equipe ficou na última colocação da competição, retornando para a segunda divisão do ano seguinte. Depois de conseguir o acesso novamente na temporada 2001/02, o clube conseguiu se manter por quatro temporadas na divisão de honra, sendo rebaixado novamente na temporada 2005/06.

## Títulos

### Nacionais
- Vice-campeonato da Copa da Holanda: 1986
- Tweede Divisie: 1957

## Jogadores notáveis
- Edwin de Graaf
- Wendel Fräser
- Sander Keller
- Peter Jungschläger
- Gerry Koning
- Kees Kwakman
- Ariën Pietersma
- Laurens ten Heuvel
- Pierre van Hooijdonk
- Tim Smolders
- Mark Volders
- Edouard Duplan
- Ebou Sillah
- Akram Roumani
- Pius Ikedia
- Ode Thompson
- Paul Kpaka
- Ömer Özpoyraz